# Guido Trento
Guido Trento (21 de junio de 1892-31 de julio de 1957) fue un actor teatral y cinematográfico de nacionalidad italiana. También conocido como Guy Trent, estuvo activo en la época del cine mudo.

## Biografía
Nacido en Italia, Trento actuó en más de setenta filmes a lo largo de su carrera, rodados principalmente en su país en la época muda. En 1922 actuó en la película de Fox Film Corporation Nero, trabajando en 1928, también para Fox, en El ángel de la calle (1928). 
Su carrera se frenó con la llegada del cine sonoro. Su última actuación para la pantalla llegó con el film de RKO Pictures Secrets of the French Police (1932). Había sido uno de los primeros actores de voz de la historia, al trabajar en el doblaje de la película de Victor Fleming, Common Clay.
Emigrado muy joven a los Estados Unidos, tras la entrada del país en la Segunda Guerra Mundial fue internado en el Campo Fort Missoula, de donde salió en 1943.
Guido Trento falleció en 1957 en San Francisco, California. 

## Selección de su filmografía
- 1917 : Maternità
- 1918 : Frou-Frou
- 1918 : Orgoglio
- 1918 : La storia di un peccato
- 1919 :  The Race to the Throne
- 1920 : The Fear of Love
- 1922 : Nero
- 1923 : The Shepherd King
- 1924 : It Is the Law
- 1928 : Una nueva y gloriosa nación
- 1928 : El ángel de la calle, de Frank Borzage
- 1930 : Sei tu l'amore?
- 1931 : Il grande sentiero
- 1931 : Pardon Us, con Stan Laurel y Oliver Hardy
- 1932 : Secrets of the French Police